# جان فيرجاسن
جان فيرجاسن (بالإنجليزية: Jean Fergusson)‏ هي ممثلة بريطانية، ولدت في 20 ديسمبر 1944 في ويكفيلد في المملكة المتحدة، وتوفيت في 14 نوفمبر 2019.

## وصلات خارجية
- جان فيرجاسن على موقع IMDb (الإنجليزية)
- جان فيرجاسن على موقع ألو سيني (الفرنسية)
- جان فيرجاسن على موقع قاعدة بيانات الفيلم (الإنجليزية)
- جان فيرجاسن على موقع كينوبويسك (الروسية)